# 自責
自責或悔改等詞彙描述了一種感覺：對自己的錯誤的不滿、厭惡、痛苦和後悔，與意識到（或感覺）自己的無價值和不公正，以及對於最終償還和改進的解決方案。
與後悔的不同之處在於，人們會為自己無法控制的事情後悔。 悔恨與對情況的責任感有關。
自責或悔恨是一種痛苦的情緒，由個人對過去所做的，其認為是可恥的、傷害性的或錯誤的行為感到後悔。悔恨與內疚和自我導向的怨恨密切相關。當一個人對先前的行為或不作為感到後悔時，可能是因為懊悔或對其他各種後果的反應，包括因作為或不作為而受到懲罰。人們可能會通過道歉，試圖彌補他們造成的傷害或自我懲罰來表達悔恨。
在法律背景下，許多地區的司法系統會在審判、量刑、假釋聽證會和恢復性司法中評估罪犯的悔意。然而，評估罪犯的悔恨程度存在認識論問題。
一個無法感到懊悔的人通常被診斷為反社會人格障礙，如 DSM IV-TR 所描述的那樣。一般來說，一個人需要不能感到恐懼和悔恨，才能發展出心理病態特徵。保險等法律和商業專業已經對透過道歉表達悔恨進行了研究，主要是因為潛在的訴訟和財務影響。